# Дубница (Черкасская область)
Дубница — древнерусский город на Днепре вблизи впадения в него реки Супой. Упоминается в летописях под 1155 годом в связи с мирными переговорами киевского князя Юрия Долгорукого и половское княжество. На месте древней Дубницы до середины XX века существовало местечко Бубново, ныне Золотоношский район Черкасской области, которое впоследствии оказалось затопленным водами Кременчугского водохранилища.